# Consistórios de Pio II
O Papa Pio II (r. 1458–1464) criou treze novos cardeais em três consistórios

## 5 de março de 1460
1. Angelo Capranica faleceu em 3 de julho de 1478
2. Berardo Eroli  falecido em 2 de abril de 1479
3. Niccolò Fortiguerra faleceu em 21 de dezembro de 1473
4. Alessandro Oliva, OESA falecido em 20 de agosto de 1463
5. Francesco Nanni-Todeschini-Piccolomini falecido em 18 de outubro de 1503

### In pectore
1. Burkhard Weisbriach

(in pectore 5 de março de 1460) faleceu em 16 de fevereiro de 1466

## 18 de dezembro de 1461
1. Bartolomeo Roverella faleceu em 2 de maio de 1476
2. Jean Jouffroy morreu em novembro de 1473
3. Jaime Cardonafaleceu em 1 de dezembro de 1466
4. Louis d'Albret morreu em 4 de setembro de 1465
5. Jacopo Piccolomini-Ammannati  faleceu em 10 de setembro de 1479
6. Francesco Gonzaga faleceu em 21 de outubro de 1483

## 31 de maio de 1462
1. Johann von Eych (d. 1464)

### RevelaçãoIn pecture
1. Burkhard Weisbriach (publicado em 31 de maio de 1462) faleceu em 16 de fevereiro de 1466